# Câmara de combustão

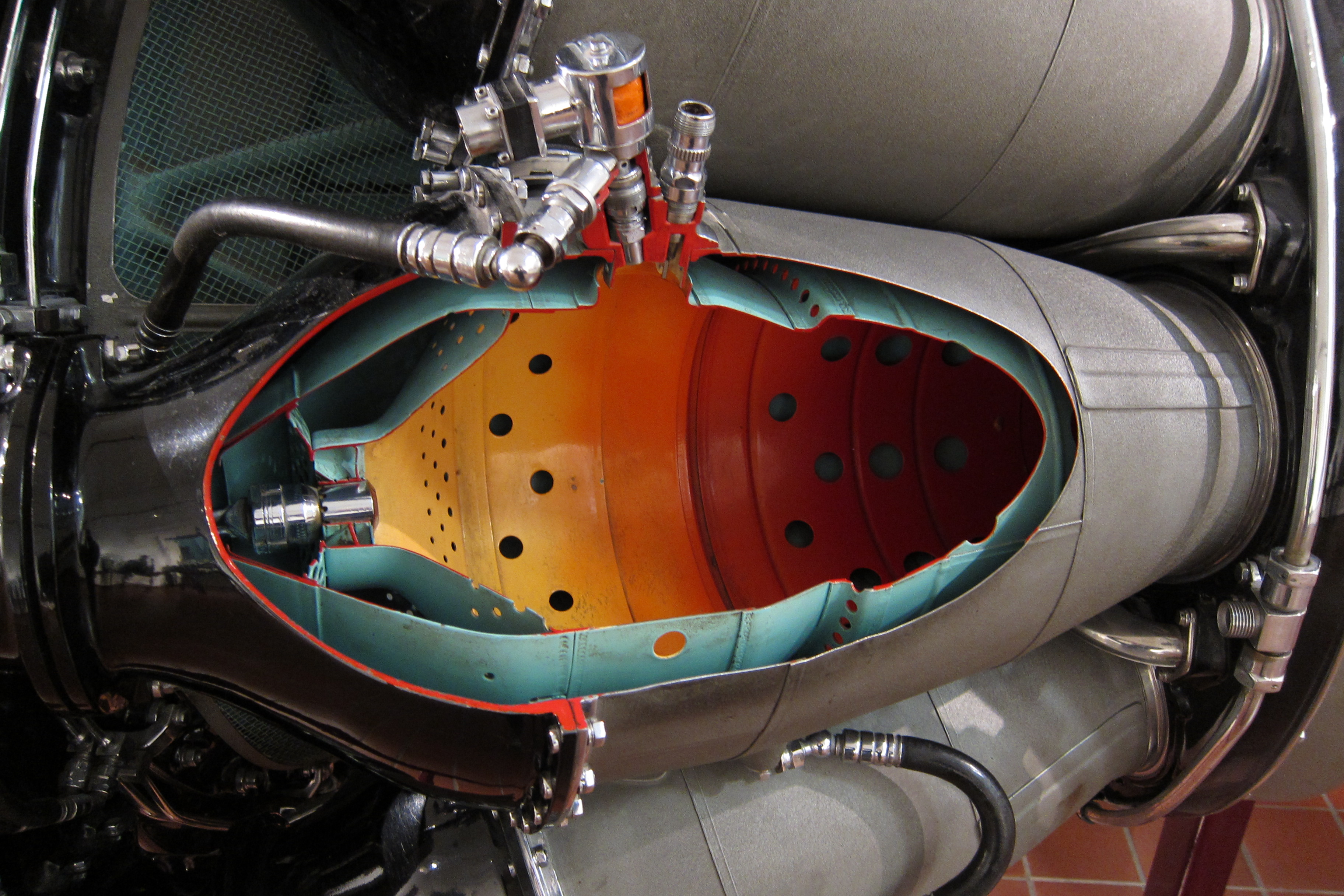
A câmara de combustão de um turbojato Rolls-Royce Nene.

Câmara de combustão, as vezes chamada de combustor, é o espaço em que ocorrem a combustão da mistura ar-combustível em um motor. Durante a fase de admissão é preenchida com o carburante e, após a combustão
, esvaziada.
As câmaras de combustão nos motores a reação tem diversas formas podendo ser composta por vários tubos dispostos entre o compressor e a turbina. Podem ser também anelares ou seja um espaço contínuo onde ocorre a queima do combustível. Um dos maiores problemas numa câmara de combustão é a estabilidade da chama devido a rápida corrente de ar sob pressão. Para se obter a estabilidade da chama, o combustível é pulverizado já no estado gasoso num tubo interno a câmara de combustão. Este tubo possui diversos furos posicionados de tal forma que admitem a entrada de ar suficiente para a queima eficiente do combustível sem desestabilizar a chama. Outro problema é o resfriamento da parte externa da câmara de combustão onde para isto há o desvio de uma parte importante do ar vindo do compressor que "banha" a câmara externamente obtendo-se assim seu resfriamento. As câmaras de combustão recebem o ar comprimido do último estágio do compressor e para tanto tem um desenho que cause a menor interferência possível no fluxo de ar.
A função principal de uma câmara de combustão é naturalmente queimar a mistura ar/combustível, adicionando energia calorifica ao ar, para isso a câmara de combustão deve queimar essa mistura de forma eficiente, resfriar os gases resultantes da combustão para que as palhetas de turbinas suportem a temperatura operacional.
Todas as câmaras de combustão contem a mesma estrutura básica:
- carcaça
- camisa interna perfurada
- sistema de injeção de combustível
- sistema de ignição (vela)
- sistema de drenagem para o combustível residual na câmara

Existem quatro tipos básicos de câmara de combustão:
- câmara múltipla ou caneca
- anular ou tipo cesta
- caneca anular ou canelar
- câmara de fluxo reverso